# Adam Sławoczyński

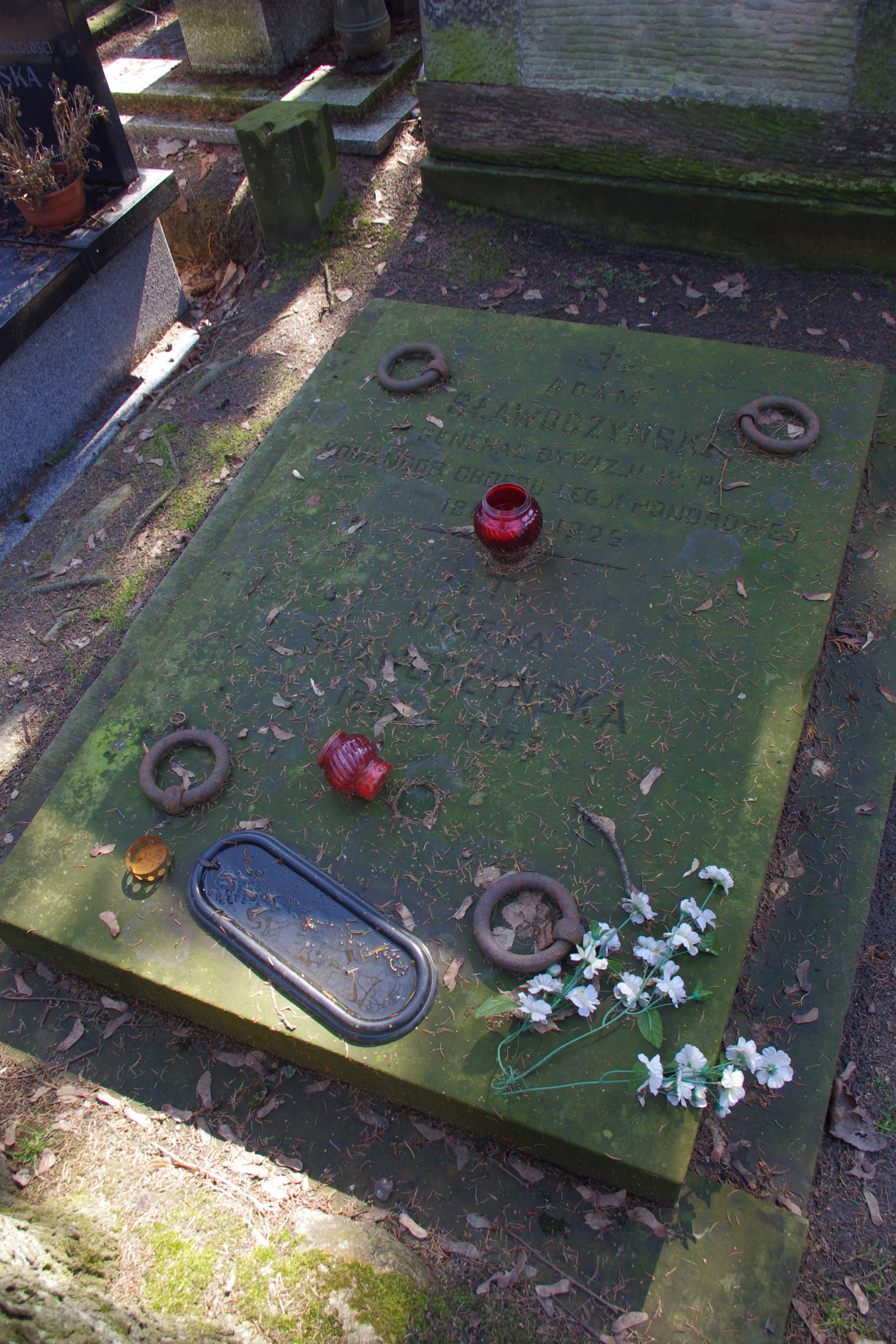
Grób gen. Adama Sławoczyńskiego na Cmentarzu Wojskowym na Powązkach w Warszawie

Adam Sławoczyński (ur. 18 sierpnia 1855 na Witebszczyźnie, zm. 18 października 1925 w Warszawie) – generał dywizji Wojska Polskiego.

## Życiorys
Urodził się 18 sierpnia 1855 w rodzinie Jana i Wandy z Koplewskich. 12 sierpnia 1872 wstąpił do szkoły junkrów. Po czterech latach nauki został awansowany na chorążego ze starszeństwem z 19 grudnia 1876 i przydzielony do 81 Abszerońskiego Pułku Piechoty. W następnym roku awansował na porucznika ze starszeństwem z 24 października 1877, a po kolejnych dwóch latach na porucznika ze starszeństwem z 11 lutego 1879. W 1873 oraz w latach 1879–1880 uczestniczył w rosyjskich interwencjach zbrojnych w Turkmenistanie, natomiast w latach 1877–1878 walczył na wojnie rosyjsko-tureckiej. W międzyczasie ukończył Oficerską Szkołę Strzelecką „Skutecznie”. W 1880 awansował na sztabskapitana ze starszeństwem z 26 lutego 1881, a w następnym roku na kapitana ze starszeństwem z 16 grudnia 1881. Dowodził 7. kompanią oraz III batalionem. Od 12 listopada 1893 do 7 września 1904 był naczelnikiem Zarządu Wojskowego w Okręgu Batumi, przyłączonego w 1878 do Imperium Rosyjskiego. W latach 1904–1905 walczył na wojnie rosyjsko-japońskiej. Od 25 kwietnia 1905 dowodził 85 Wyborskim Pułkiem Piechoty. W 1906 awansował na generała majora ze starszeństwem z 10 lutego 1905. 17 kwietnia 1906 wyznaczony został na stanowisko dowódcy 1 brygady 22 Dywizji Piechoty. 28 listopada 1908 został gubernatorem Kutaisi. 10 kwietnia 1911 awansowany został na generała lejtnanta. W 1914 został przeniesiony w stan spoczynku. 3 września 1914 został reaktywowany i przydzielony do rezerwy oficerskiej przy Sztabie Kijowskiego Okręgu Wojskowego, a następnie wyznaczony na stanowisko dowódcy brygady 45 Dywizji Piechoty.
Działał na rzecz tworzenia polskich formacji wojskowych przy armii rosyjskiej. Od 7 kwietnia do 27 września 1916 dowodził Brygadą Strzelców Polskich w Rosji. Na jej czele walczył na froncie austriackim. W tym samym roku objął dowództwo rosyjskiej 5 Dywizji Piechoty i sprawował je do 15 października 1917. W 1918 przeniesiony został w stan spoczynku. Następnie był aresztowany przez bolszewików i więziony przez jedenaście miesięcy w Piotrogrodzie i Moskwie. Uwolniony w wyniku starań delegacji polskiej na rokowania pokojowe, powrócił do Polski w lipcu 1921 jako jeniec cywilny.
5 grudnia 1921 przyjęty został do Wojska Polskiego, w stopniu generała porucznika, z równoczesnym przeniesieniem w stan spoczynku z prawem noszenia munduru. Później zweryfikowany został w stopniu generała dywizji ze starszeństwem z 1 czerwca 1919 w korpusie generałów. Mieszkał i zmarł w Warszawie. Pochowany na cmentarzu Powązki Wojskowe w Warszawie (kwatera A16-1-4).

## Ordery i odznaczenia
- Order Świętego Stanisława 1 stopnia – 1908[1]
- Order Świętego Włodzimierza 3 stopnia z mieczami – 1905[1]
- Order Świętego Włodzimierza 4 stopnia z mieczami i kokardą – 1877[1]
- Order Świętej Anny 2 stopnia – 1888[1]
- Order Świętego Stanisława 2 stopnia z mieczami – 1879[1]
- Order Świętej Anny 3 stopnia z mieczami i kokardą – 1878[1]